# Corythucha pruni
Corythucha pruni är en insektsart som beskrevs av Henry Fairfield Osborn och Drake 1916. Corythucha pruni ingår i släktet Corythucha och familjen nätskinnbaggar. Inga underarter finns listade i Catalogue of Life.